# Fahavalo, Madagascar 1947
Fahavalo, Madagascar 1947 es una película documental coproducción de Madagascar y Francia filmada en colores dirigida por Marie-Clémence Andriamonta-Paes sobre su propio guion que se estrenó el 30 de enero de 2018 en Francia.
La película se refiere a la rebelión que durante 18 meses enfrentó a los nativos contra las tropas coloniales francesas. Con sentidos testimonios de sobrevivientes de la época, imágenes de archivo, grabaciones de transmisiones radiales, fotografías nunca antes publicadas del Archivo Nacional de Madagascar y filmaciones que recogen los paisajes actuales de la isla.

## Sinopsis
Año 1947 en Madagascar, la por entonces colonia francesa. Finalizada la Segunda Guerra Mundial, 9800 soldados de Madagascar retornan a su isla en el buque Ile-de-France después de haber combatido. Al volver a casa recobrarán forzadamente su estatus de "indígenas". Como Francia no piensa accceder a la independencia de Madagascar, pronto se organiza una rebelión y la película muestra la acción de grupos independentistas llamados fahavalo o "enemigos" por las autoridades. El filme recoge los testimonios de quienes recuerdan los largos meses resistiendo resguardados en el bosque, armados tan solo de lanzas y talismanes.

## Entrevistados
Algunos de los entrevistados en el filme fueron:
- Paul Moravelo “Rapaoly”, joven combatiente en 1947, nació aproximadamente en 1926.
- Marie Njiva “Bebe ny Dadoa”, su nombre significa “la abuelita de Dadoa” y la fotografía para el filme es de 2015 cuando tenía 103 años de edad.
- Iamby, conocido en Nosy Varika como “Aba ny Rambony”, que significa “padre de of Rambony” y su hijo nació en el bosque mientras la familia estaba allí escondida. Luchó en la batalla de Nosy Varika, donde los rebeldes mantuvieron sitiada la base military francesa.
- Boto Service, que significa “En servicio”, se le dio ese nombre porque su padre estaba en servicio cuando ocurrió un accidente durante la construcción del ferrocarril.
- Berthe Raharisoa, era la nuera de un importante líder rebelde y su esposo fue uno de los cientos de personas deportadas a la prisión de Nosy Lava en ocasión de la rebelión.
- Martial Korambelo, combatió durante la rebelión y estuvo preso en Ambila, Manakara durante ocho años y nueve meses.
- David Andriamizaka, médico y tío de la directora cuyas conversaciones le ayudaron en esta compleja historia.
- Boto Chef D'Office, llamado así porque su padre trabajaba en la cocina de la residencia en el cuartel general francés de Nosy Varika y siempre apoyó a las autoridades contra los rebeldes.

## Festivales
La película fue seleccionada para ser exhibida en el 42° Festival de Cine del Mundo -42nd World Film Festival- de Montreal, Canadá; 12° Festival Internacional de Cine de los Pueblos Ânûû-rû Âboro -12ème festival international du cinéma des peuples Ânûû-rû Âboro- de Poindimié, Nueva Caledonia; ; Doclisboa - secciónn Da Terra a Lua - Lisboa, Portugal; Jornadas del Cine Francés -Französische Filmtage - Tübingen, Germany-; Festival de Cine de Cartago 2018; Festival Internacional de Cine de África -AFRIFF Africa International Film Festival - Lagos, Nigeria Reencuentros de Cine -ReCiDak- Dakar, Senegal, 2018; Festival Panafricano de Cine y Televisión de Uagadugú 2018; Festival Pantallas Negras -Ecrans Noirs- Yaoundé, Camerún; Festival de Cines de África -Festival des Cinémas d'Afrique- Lausana, Suiza; Festival del Cine Insular -Festival du Film Insulaire- Groix, Francia y Africlap - Toulouse, Francia.

## Críticas
Thomas Sotinel en Le Monde opinó:

”… sobrevivientes de época, hoy octogenarios o nonagenarios, cuyos recuerdos no fueron recogidos sobre el modelo de una investigación sino a la manera de un mosaico que configura un cuadro impreciso, sea por las brumas que hacen vacilar la memoria o por la petrificación por su repetición….lo esencial de esta historia…más que los combates y masacres evocados es la cicatriz enorme y al mismo tiempo oculta que les ha dejado. Hombres muy viejos relatando las ejecuciones sumarias de insurgentes por los franceses, los sortilegios lanzados por sus hechiceros contra las balas de los fusiles y la debilidad de sus agasagayas frente a las armas de fuego. Una mujer cuenta la huida interminable en la jungla, el hambre y el frío que se aliaron a los franceses….El ritmo que alterna planos idílicos con los recuerdos dolorosos…termina por producir su efecto, claramente expresado porque la directora filmó un monumento de una simplicidad y de una modestia mínimas cuando comenta los acontecimientos que rememora: la belleza está hecha también de un sufrimiento que hay que saber mirar.”

Corinne Renou-Nativel escribió en el sitio la-croix.com:

Textos e imágenes de archivo bosquejan una visión impresionista de la insurrección y de la represión, entremezcladas con subjetividades múltiples que complementan la labor de los historiadores...escenas de la vida cotidiana, inserciones de paisajes de diferentes regiones de Magadascar. El rudo viaje por el tiempo desdobla en una deliciosa balada en el espacio para brindar una visión exacta y atrayente de la isla".

## Premios y nominaciones
Festival de Cine del Mundo de Montreal (Montréal World Film Festival), 2018
- Fahavalo, Madagascar 1947  nominada al Premio al Mejor Documental

Festival de Cine de Cartago 2018
- Fahavalo, Madagascar 1947 ganadora del Premio al Mejor Documental